# Octavo problema de Hilbert

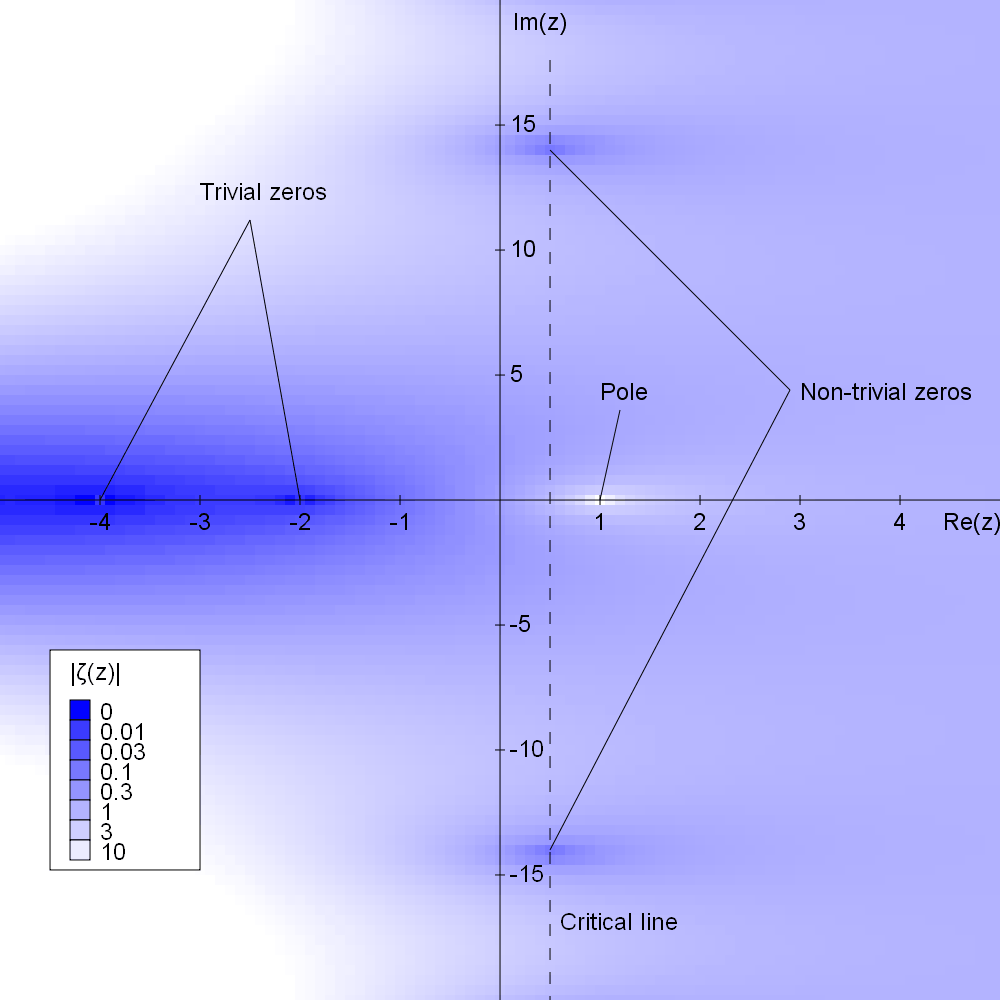
Valor absoluto de la función ζ. El octavo problema de Hilbert incluye la hipótesis de Riemann, que establece que esta función solo puede tener ceros no triviales a lo largo de la recta x = 1/2

El octavo  problema de Hilbert (uno de los conocidos como veintitrés Problemas de Hilbert, publicados en 1900 por el matemático alemán David Hilbert), se refiere a la teoría de números, y en particular a la hipótesis de Riemann, aunque también se refiere a la conjetura de Goldbach. El problema, tal como se indicó, implica realizar más trabajos sobre el teorema de los números primos y generalizaciones de la hipótesis de Riemann a otros anillos donde un ideal primo reemplaza a los números primos. Este problema aún no se ha resuelto.

## Subtemas

### Hipótesis y generalizaciones de Riemann
Hilbert pide una solución a la hipótesis de Riemann, que durante mucho tiempo se ha considerado el problema abierto más profundo de las matemáticas. Dada la solución, pide una investigación más exhaustiva sobre la función zeta y el teorema de los números primos de Riemann.

### Conjetura de Goldbach
Pide una solución a la conjetura de Goldbach, así como a problemas más generales, como encontrar infinitos pares de primos para resolver una ecuación diofántica lineal fija.

### Conjetura generalizada de Riemann
Finalmente, pide que los matemáticos generalicen las ideas de la hipótesis de Riemann para contar los ideales primos en un campo numérico.